# Amsterdam Poker Series
De Amsterdam Poker Series (APS) is een pokertoernooi-serie die sinds 2023 wordt georganiseerd in het Holland Casino Amsterdam. De toernooiserie is onderdeel van de Holland Casino Poker Series.

## Geschiedenis
Het Holland Casino Amsterdam heeft een rijke geschiedenis wat betreft het aanbieden van poker. Al vrijwel direct vanaf de opening van de nieuwe vestiging aan het Max Euweplein in 1991 bood het casino cashgames en toernooien aan. In 1992 werd de eerste Master Classics of Poker gehouden, een toernooi dat in 2023 voor de 31e keer werd georganiseerd. In 2015 kreeg het Holland Casino Amsterdam een tweede grote toernooiserie middels de World Poker Tour Amsterdam. 
In juni 2023 kondigde het Holland Casino een derde grote toernooiserie aan, die in de zomer dat jaar zou worden gehouden: De Amsterdam Poker Series. Dat was de eerste keer dat een evenement van de Holland Casino Poker Series in Amsterdam werd gehouden. Het toernooi kende een Main Event met een buy-in van 1.100 euro. 
De eerste editie van de APS was gelijk een succes. Aan het Main Event deden 694 spelers mee. De tweede editie van de APS zal plaatsvinden van 12 t/m 18 augustus 2024.

## Winnaars Main Event
| # | Jaar | Toernooi                       | Deelnemers | Winnaar           | Prijs     | Uitslag |
| - | ---- | ------------------------------ | ---------- | ----------------- | --------- | ------- |
| 1 | 2023 | € 1.000 + 100 No Limit Hold'em | 694        | Zerreti El Yazeed | € 108.100 |         |
| 2 | 2024 | € 1.000 + 100 No Limit Hold'em | 574        | Carlo Wolters     | € 89.045  |         |